# 다모앙
다모앙(Damoang)은 대한민국의 인터넷 커뮤니티이다. 2024년 3월 28일 비슷한 성격의 인터넷 커뮤니티 클리앙에서 촉발된 대규모 이용 정지 사건으로 인해 대다수 회원들이 이탈하거나 다른 사이트로 이동하였는데, 그러한 사용자 가운데 상당수가 초기 정착한 곳이 바로 다모앙이다.

## 구성
게시판 70여 개로 구성되어 있다. 자유 게시판을 중심으로 다양한 취미, 관심사에 관해 글을 올리는 소모임 게시판, 질문 답변, 새소식, 사용기, 강좌, 자료실, 알뜰구매, 갤러리 등 게시판이 대표적이다. 주요 게시판은 아래와 같다.
- 자유게시판 : 가장 많은 사용자가 활동하는 공간
- 새로운 소식 :  IT, 경제, 문화 등 다양한 분야의 새로운 소식을 공유하는 공간
- 사용기 : IT를 비롯한 다양한 제품, 생활 사용기를 공유하는 공간
- 알뜰구매 : 할인가, 특가 판매에 관한 정보를 공유하는 공간
- 소모임 : 애플 기기, 안드로이드 기반 제품, 영화, 게임, 여행 등 다양한 주제를 중심으로 한 81개 소모임 (2025년 1월 18일 기준)

## 연혁
- 2024년 3월 28일, 그누보드5 PHP 기반으로 사이트 개설 및 홈 서버에서 구글 클라우드로 이전
- 2024년 3월 29일, 회원수 10,000명 달성
- 2024년 3월 30일, 회원수 20,000명 달성 및 1기 운영진 구성
- 2024년 4월 5일, 사업체 설립[4] 및 1기 운영진 해산
- 2024년 4월 13일, 회원수 30,000명 달성
- 2024년 4월 20일, 구글 클라우드에서 AWS(Amazon Web Services)로 이전
- 2024년 4월 22일, 회원수 40,000명 달성
- 2024년 4월 24일, CDN 도입 및 제1차 굿즈 판매 개시[5]
- 2024년 8월 22일, 회원수 50,000명 달성

## 기타
- 구글, 네이버, 카카오, 페이코 등의 계정을 통해 가입 및 로그인할 수 있다.